# 蘇維埃茨基 (克里米亞)
45°20′49″N 34°56′0″E / 45.34694°N 34.93333°E

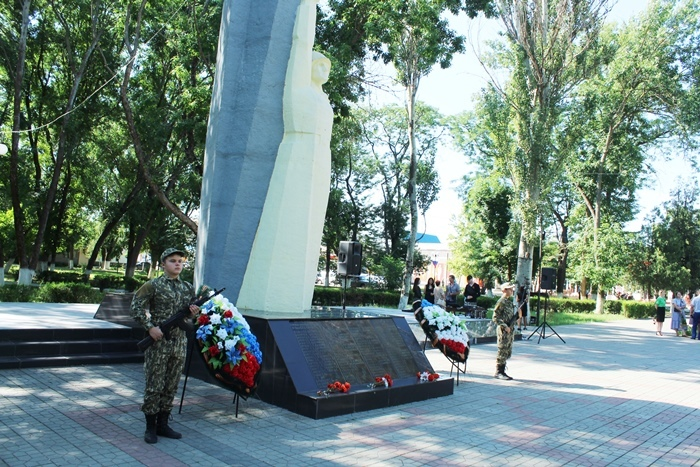

蘇維埃茨基（羅馬化：Sovetskiy），乌克兰当局称伊奇基（羅馬化：Ichki），法理上是乌克兰克里米亚自治共和国東部费奥多西亚区的镇，事实上为俄罗斯克里米亞共和國蘇維埃茨基區的行政中心。該鎮分別距離費奧多西亞66公里和辛菲羅波爾106公里，海拔高度19米，2013年人口9,996。
2014年，在烏克蘭危機期間，該地同克裡米亞半島其他地區遭俄罗斯军事占领，並在克裡米亞歸屬公投後被俄羅斯併吞。

## 名稱
1944年，蘇聯當局在克里米亞大搞去韃靼化，同時將名稱從克里米亞韃靼語名“伊奇基”改爲俄語“蘇維埃茨基”。2023年，烏克蘭政府在克里米亞實行去蘇化政策之餘同時恢復在地克里米亞韃靼語原名，烏克蘭語名同時按其音譯。